# Lottinoplastie

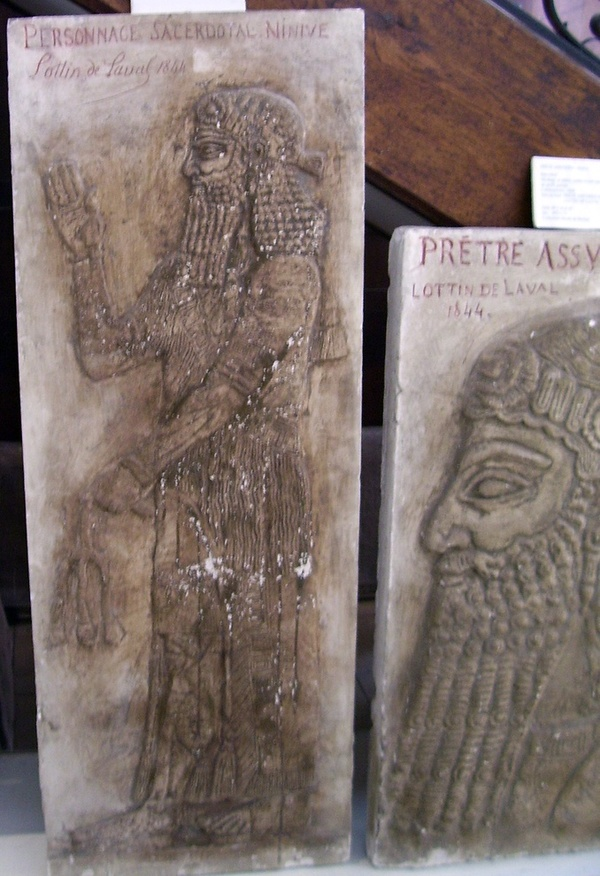
Lottinoplasties d'un prêtre assyrien et d'un personnage sacerdotal à Ninive, Musée des beaux-arts de Bernay.

La lottinoplastie consiste à réaliser des moulages permettant de tirer un grand nombre de reproductions de précision. 
La technique consiste à appliquer avec soin plusieurs couches de feuilles de papier mouillées imprégnées de gélatine, sur l'original, en s'aidant d'une brosse afin que le papier aille dans la moindre anfractuosité. Une fois sec le moule en papier doit être cuit. Il peut être utilisé plusieurs fois pour réaliser un moulage fidèle en plâtre.
Cette technique fut mise au point par Pierre-Victorien Lottin - dit Victor Lottin de Laval - qui naquit le 19 septembre 1810 à Orbec (Calvados). Pierre-Victorien Lottin fut aussi romancier, archéologue et peintre orientaliste (décès en 1903).
Elle présente de nombreux avantages : non destruction de l’original, poids réduit et faible encombrement des moulages (il est possible de les découper) et reproduction à plusieurs exemplaires. La lottinoplastie est toujours utilisée en archéologie de nos jours.